# Scheunen

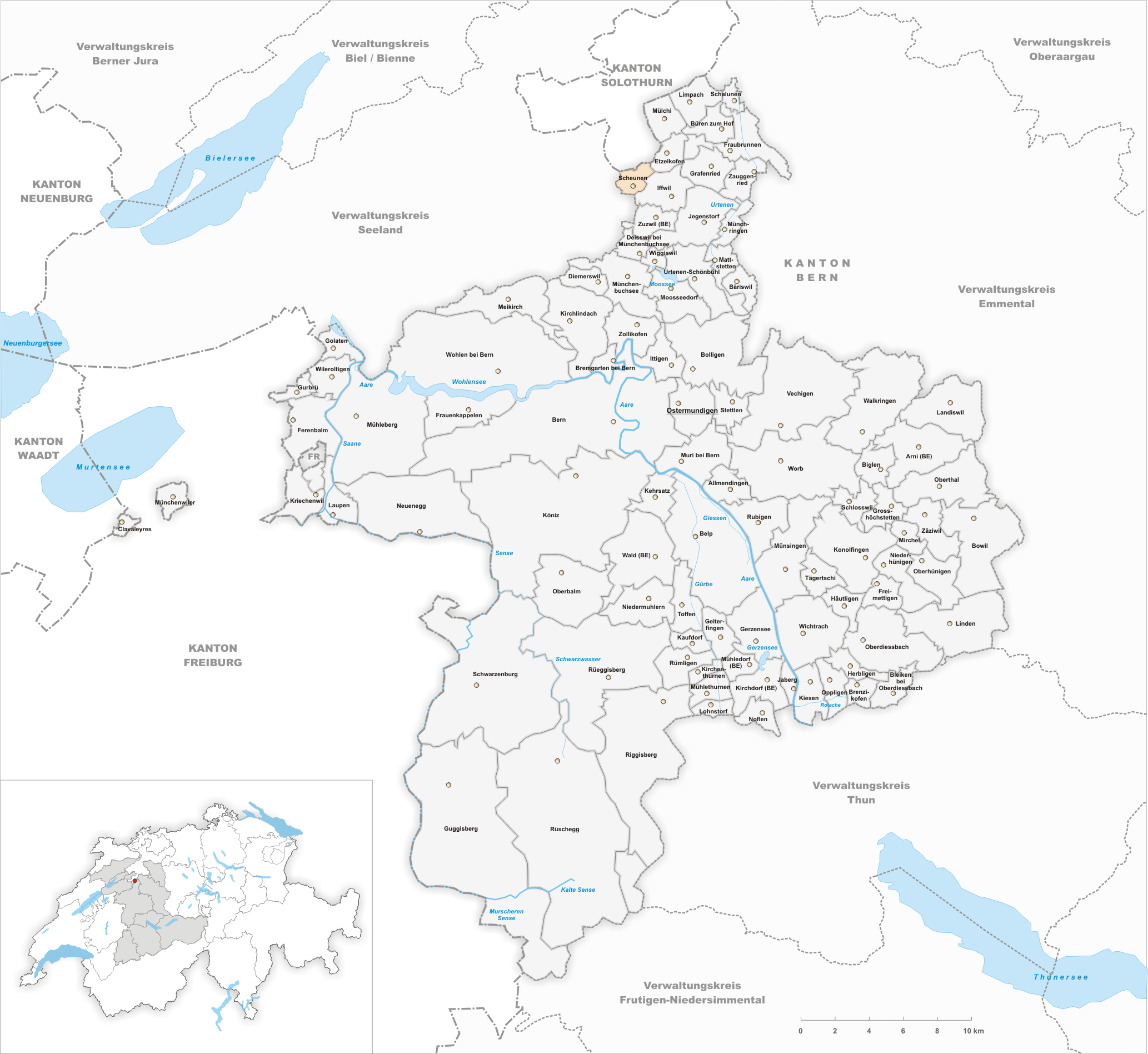
Gemeindestand vor der Fusion am 1. Januar 2014

Scheunen ist ein Ort in der politischen Gemeinde Jegenstorf im Verwaltungskreis Bern-Mittelland des Kantons Bern in der Schweiz. Bis zum 31. Dezember 2013 war Scheunen eine eigene politische Gemeinde. Am 1. Januar 2014 fusionierte diese mit den Gemeinden Jegenstorf und Münchringen zur neuen Gemeinde Jegenstorf.

## Geographie
Scheunen liegt auf 575 m ü. M., 13 Kilometer nördlich der Kantonshauptstadt Bern (Luftlinie). Das kleine Bauerndorf erstreckt sich an aussichtsreicher Lage an einem leicht nach Norden geneigten Hang im Zentrum des Rapperswiler Plateaus, im Schweizer Mittelland.
Die Fläche des 2,17 km² grossen Gebiets der ehemaligen Gemeinde umfasst einen Abschnitt der leicht gewellten Landschaft des zentralen Berner Mittellandes. Von Südwesten nach Nordosten wird das Gebiet vom dicht bewaldeten Tal des Mülchibachs (rechter Zufluss des Limpachs) durchquert, das im unteren Teil auch Länggengraben genannt wird. Auf der westlichen Seite dieser Talmulde reicht Scheunen in das Junkholz (bis 570 m ü. M.) und in das Quellgebiet des Messibachs. Nach Südosten erstreckt sich das Gebiet des Ortes auf die Höhe von Scheunen, in den Steinerenwald und bis an den Rand des Mannenbuechwaldes, an dem mit 585 m ü. M. der höchste Punkt des Ortes erreicht wird. Von der Gemeindefläche entfielen 1997 4 % auf Siedlungen, 52 % auf Wald und Gehölze und 44 % auf Landwirtschaft.
Die Streusiedlung Scheunen besteht aus sechs Hofgruppen und einigen Einzelhöfen. Nachbargemeinden bzw. ‑orte von Scheunen sind Etzelkofen, Iffwil, Bangerten und Rapperswil (BE) im Kanton Bern sowie Messen im Kanton Solothurn.

## Bevölkerung
Mit 70 Einwohnern (Stand 31. Dezember 2007) gehörte Scheunen zu den kleinsten Gemeinden des Kantons Bern. Von den Bewohnern gaben im Jahr 2000 im Rahmen der Erhebung der Volkszählung alle Deutsch als Muttersprache an. Die Bevölkerungszahl von Scheunen belief sich 1850 auf 118 Einwohner, 1900 auf 96 Einwohner. Im Verlauf des 20. Jahrhunderts nahm die Bevölkerungszahl kontinuierlich um weitere 40 % auf 57 Personen ab. Erst seit 2000 wurde wieder eine leichte Bevölkerungszunahme verzeichnet.

## Politik
Die Stimmenanteile der Parteien anlässlich der Nationalratswahlen 2011 betrugen: SVP 80,7 %, BDP 13,6 %, GPS 2,1 %, CVP 1,2 %, glp 1,0 %, EDU 0,2 %, SP 0,1 %, EVP 0,1 %, FDP 0,0 %.

## Wirtschaft
Scheunen war bis in die zweite Hälfte des 20. Jahrhunderts ein vorwiegend durch die Landwirtschaft geprägtes Dorf. Noch heute haben der Ackerbau und die Milchwirtschaft sowie die Forstwirtschaft einen wichtigen Stellenwert in der Erwerbsstruktur der Bevölkerung. Ausserhalb des primären Sektors sind nur wenige Arbeitsplätze im Dorf vorhanden. Einige Erwerbstätige sind Wegpendler, die hauptsächlich in den grösseren Ortschaften der Umgebung arbeiten.

## Verkehr
Scheunen liegt weit abseits der grösseren Durchgangsachsen, ist aber von Münchenbuchsee oder Jegenstorf leicht erreichbar. Der Ort besitzt keine Anbindung an das Netz des öffentlichen Verkehrs.

## Geschichte
Die erste urkundliche Erwähnung des Ortes erfolgte 1226 unter dem Namen Schunon. Später erschienen die Bezeichnungen Scunon (1239), Schünon (1240), Schunnon (1387) und Schünen (1531). Der Ortsname geht auf das mittelhochdeutsche Wort schiune (Scheune) zurück.
Seit dem Mittelalter unterstand Scheunen der Oberhoheit der Grafen von Kyburg. 1406 gelangte die Oberhoheit über das Gebiet von den Kyburgern an Bern, das Scheunen dem Landgericht Zollikofen zuordnete. Nach dem Zusammenbruch des Ancien Régime (1798) gehörte das Dorf während der Helvetik zum Distrikt Zollikofen und ab 1803 zum Oberamt Fraubrunnen, das mit der neuen Kantonsverfassung von 1831 den Status eines Amtsbezirks erhielt.
Bis 1912 bildeten Messen-Scheunen und Oberscheunen zwei selbständige politische Gemeinden. Ersteres gehörte zur solothurnischen Kirchgemeinde Messen, während letzteres nach Jegenstorf pfarrgenössig war. Zu Beginn des Jahres 1912 fusionierten die beiden Kleinstgemeinden zur neuen Gemeinde Scheunen, wobei die vorherige Zugehörigkeit zu verschiedenen Kirchgemeinden bis heute gewahrt wurde.